# D'abord la musique...
Pour plus de détails, voir Fiche technique et Distribution.
D'abord la musique... (Prima la musica, poi le parole) est un film dramatique italien de Fulvio Wetzl (it) sorti en 1998.

## Synopsis
Giovanni est un petit garçon de sept ans que l'on retrouve errant dans la campagne toscane, vêtu d'un manteau de loden démodé et tenant un livre, le Prontuario dei colori, tout en parlant un italien incompréhensible. « Tocco cometa », « accarezzo mentire », « sabbia canta », telles sont les phrases que l'enfant prononce, déconcertant ceux qui le rencontrent. Bientôt, il est conduit dans un service de neuropsychiatrie infantile, où des médecins tentent de comprendre son étrange façon de s'exprimer.
Le docteur Minucci tente, par des méthodes coercitives, de ramener Giovanni à un usage correct de la langue italienne ; mais l'enfant régresse presque jusqu'à une phase autistique. Cependant, l'orthophoniste Marin, qui, avec la complicité de l'infirmière Elena, attribue la dignité du langage aux paroles étranges de Giovanni, travaille également à l'hôpital. Un soir, l'enfant, éprouvé par les expériences coercitives continues de Minucci, s'enfuit de l'hôpital. Marina le remarque et l'accompagne dans sa fuite. Une fois de plus, Elena l'aide en mettant à sa disposition la maison de sa mère décédée à Volterra. Dans ce lieu, à l'abri des regards indiscrets, Marina peut approfondir sa relation avec l'enfant et, en variant les méthodes d'approche, avec d'autres éléments de langage non verbaux, comme la chromathérapie (langage des couleurs), la mélothérapie (langage musical), aidée en cela par son petit ami Roberto.
Mais leur cachette est vite découverte : Marina parvient néanmoins à conclure son enquête et à remonter aux causes : elle se rend dans la villa de campagne où vivait Giovanni, enfermé et isolé par son père Lanfranco, un linguiste fou qui a enseigné à son fils une langue italienne déformée pour ses propres raisons scientifiques délirantes, provoquant de fait son isolement communicatif.

## Fiche technique
- Titre français : D'abord la musique...[1],[2]
- Titre original : Prima la musica, poi le parole[3]
- Réalisation : Fulvio Wetzl (it)
- Scénario : Fulvio Wetzl (it)
- Photographie : Maurizio Calvesi
- Montage : Antonio Siciliano (it)
- Musique : Dario Lucantoni
- Décors : Alessandro Marrazzo
- Production : Grazia Volpi, Claudio Grassetti, Francesco Torelli
- Sociétés de production : Ager 3, Filmtre, Gierre Film
- Pays de production :  Italie
- Langue originale : italien
- Format : Couleurs
- Durée : 100 minutes
- Genre : Drame
- Dates de sortie : 
  - France : novembre 1998 (Festival du film italien de Villerupt)[4]
  - Italie : 15 décembre 1998

## Distribution
- Anna Bonaiuto : Marina Moltedo
- Andreï Khalimon (cs) : Giovanni Bentivoglio
- Jacques Perrin : Lanfranco Bentivoglio
- Barbara Enrichi : Elena
- Amanda Sandrelli : Clara Zanetti
- Gigio Alberti : Roberto
- Cecilia Wetzl : la fille de Clara
- Stefano Bicocchi : médecin au bloc opératoire
- Giacomo Piperno : médecin Minucci
- Fernando Maraghini : médecin-chef
- Carlo Monni : marchand de fruits
- Massimo Sarchielli : quincaillerie

## Distinctions
- Premio Città di Milano 1992[5] décerné par Ledha (Lega per i diritti delle persone con disabilità) pour le meilleur scénario sur le thème du handicap
- Premio art.8 1994 du Ministère de la Culture pour le meilleur scénario italien[6]
- Castello d'argento 1998 au Festival international du jeune cinéma Castellinaria à Bellinzona
- Chaplin d'oro 1998 au Festival internazionale del cinema giovane Castellinaria di Bellinzona
- Grifone di bronzo 1999 au Festival du film de Giffoni
- Prix spécial du jury au festival du film de Messine 1999
- Prix du public au Cantiere Italia 2000